# Első átmeneti kor
Az óbirodalom összeomlása után szomorú időszak következett Egyiptom történelmében, polgárháborúkkal, egymással viszálykodó trónkövetelőkkel, zűrzavarral, idegen hódítókkal és éhínséggel. A hanyatlás II. Pepi, a „túl kegyes fáraó” uralkodása alatt következett be, amikor is a központi államhatalom, vagyis a fáraó hatalma a nomarkhoszokkal szemben tovább gyöngült. Az agg király halálakor gyermekei többnyire már nem voltak életben, a trónutódlás körül tehát viszály tört ki. Véres felkelésekre került sor, amelyek az egyiptomi birodalmat alapjaiban rendítették meg. A hagyományos egyiptológiai elképzelés szerint az országra ráadásul rátörtek nyugatról a líbiaiak, keletről a beduinok. Tönkrement az öntözőrendszer és éhínség tört ki. Ezek azonban a kor irodalmi forrásaiból, Ipuwer leírásából, Anhtifi és Meszehti sírfelirataiból következtetett folyamatok. A régészeti anyag egyelőre nem utal arra, hogy ténylegesen éhínség lett volna, sőt a népesség növekedése figyelhető meg ebben a korban. A kor egyik irodalmi toposza volt, hogy a nemesség eltúlozta a szükséget, hogy eltúlozhassa a segítség mértékét is. Ipuwer szintén irodalmi eszközökkel élt, amikor az óbirodalmi nosztalgiáját ecsetelte.
Az állam két részbirodalomra és számos kisebb, független fejedelemségre esett szét. Mivel az északon kialakult hatalmi központ Hahninszu (Hérakleopolisz Magna) volt, ezért a korszakot egyes források hérakleiopoliszi kornak nevezik. A korszak időtartamának megjelölése forrásonként más és más, de annyi bizonyosnak tűnik, hogy i. e. 2270 után és i. e. 2025 előtt volt. A körülbelül egy-két évszázados zűrzavart végül a thébai XI. dinasztia királya, I. Mentuhotep szüntette meg az újraegyesítéssel.

## Az Óbirodalom összeomlása
Az Óbirodalom korában Egyiptom 42 nomoszra (közigazgatási egységre) volt felosztva. Ezek élére nevezte ki a fáraó a nomarkhészeket (kormányzókat), akik eleinte csak egy-egy feladat ellátására kaptak felhatalmazást, majd a feladat elvégzése után visszatértek Memphiszbe. Aztán az V. dinasztia idején már le is telepedtek a rájuk bízott területek központjaiban, s tulajdonképpen innentől vették fel a nomarkhész címet. Amíg az egyszerű nép halottai szerény gyékénybe csavarva a sivatag homokja alatt lelték nyughelyüket, s nem vittek a túlvilágra mást, csak egy marék datolyát, egy korsót, néha némi ékszernek minősülő csecsebecsét, addig az előkelőket és a magasabb tisztségviselőket sokszor masztabákba temették, mint az első fáraókat. A síremlékek mérete is hatalmukat és gazdagságukat bizonyítja. A VI. dinasztia alapítója, Teti király piramisa mellett Mereruka vezír egy több, mint húszkamrás masztabát építtetett. A magas funkciót betöltők egyre több földet kaptak, és fényűző építkezésekbe kezdtek.
A nomarkhészek kisajátították a királyi hatalom egy részét, a fáraó lányait vették feleségül, s így mitikus tisztelet is övezte őket. Rangjukat már élethosszig megtartották, sőt fiaikra hagyományozták, ami folyamatosan aláásta a királyi hatalmat. Kötelességeiket elhanyagolták, melynek eredményeként a Nílus-delta keleti felét a beduinok foglalták el. A népet kegyetlenül gyötörték. Nomoszaikat voltaképpen saját tulajdonukként kezelték, és érdekeiket, gyakran erőszakkal, megvédték szomszédaikkal szemben. II. Pepi uralkodása alatt (i. e. 2246-tól i. e. 2152-ig) visszaesett a Punt országával folytatott kereskedelem is. A társadalmi feszültségek és az a tény, hogy II. Pepi rendkívül hosszú uralkodásának a vége felé nem tudta megfékezni a magas funkcionáriusok és a nagy méltóságviselők növekvő hatalomvágyát, sőt azt adományok és kiváltságok nyújtásával igyekezett kielégíteni, az egységes birodalom széteséséhez, független fejedelemségek kialakulásához vezettek.

## A zavarok kora
II. Pepi halála után gyenge utódai sem tudták biztosítani a fáraó központi hatalmát. A források kegyetlen és véres polgárháborúról beszélnek, a gazdagok tönkrementek, javaikat elrabolták, sírjaikat kirabolták. A zavarokat kihasználva a nép egy része megszerezte magának a temetési szertartások rituális és mágikus eljárásait, amit addig a király és az előkelők számára tartottak fenn, és úgy vélte, hogy a maga részéről is elérheti a halhatatlanságot. A korszakból származó főtisztviselők sírjaiban a szarkofágokban elhelyezett fakoporsók belső oldalára is piramisszövegeket festettek, jelezve, hogy az istenné válás a halál után már a királynál jóval szélesebb körre, az arisztokráciára is kiterjedt.
A szepatok (nomosz) kormányzói saját kerületükben sziklákba vájt sírokba temetkeztek, s úgy vették őket körül saját főtisztviselőik és udvaroncaik sírjai, akárcsak a királyi piramisokat Szakkarában. Ebben az időben jelentek meg a sírokban a szolgaszobrok, kezdetben mészkőből, majd fából faragva. Ezeknek a kis, gyakran alig arasznyi szobrocskáknak a megmunkálása, nélkülözi a korábbi korok miniatűr szobrászatának kifinomultságát, ami érthető, hiszen nem a királyi udvar körül élő gyakorlott művészek, hanem vidéki mesterek készítették, a kivitelezés darabosságáért azonban kárpótol a népművészet természetessége, sokszor naiv bája. A karcsú alabástromvázákat is felváltották a vaskosabb, egyszerűbb, népies stílulú terrakotta vázák. A népművészet megjelenése a sírokban is tükrözi a korábbi állami és vallási egyközpontúság valamiféle demokratizálását, a privilégiumok szélesedését. Új vallási és erkölcsi eszmék tűntek fel: ekkor terjedt el Ozirisz kultusza, ami a Deltában fekvő Busziriszból indult, s az egész területet meghódította; a köznép előtt megnyíltak az állami tisztségek is. A korabeli sírok berendezéséből kevés maradt fenn, hiszen a piramisszövegek átkai ellenére gyakori lett a sírrablás. Ez is tükrözte azt a világnézeti válságot, melyet az örökkévalónak tartott Óbirodalom rendszerének összeomlása váltott ki. A hatalom nélküli királyok marakodtak a hatalomért, s gyors egymásutánban foglalták el a trónt. A zűrzavarok következtében növekedett a jogi bizonytalanság és a válsághangulat.
A királyi hatalom szétesésére jellemző a VII. és VIII. dinasztia uralkodóinak a gyors trónváltása: Manethón egyiptomi történetíró szerint 70 nap alatt 70 király uralkodott. (Más forrásokban: 66 király 66 nap alatt.) Az Eusebiusnál fennmaradt változat szerint: „A hetedik dinasztia öt memphiszi királyból állt, akik 75 napig uralkodtak.”

## A birodalom részekre szakadása
I. e. 2134-ben az állam két részbirodalomra és több fejedelemségre hullott szét. Északon a hahninszui IX. és X. dinasztia, délen pedig az uaszeti (Théba) XI. dinasztia került ki győztesen a hatalmi vetélkedésből. Kezdetben a hahninszuiak néhány évig valószínűleg az ország egész területét hatalmuk alatt tartották. Az új dinasztiák alapítóivá azok a nomarkhészok váltak, akik királlyá nyilvánították magukat, s ehhez képesek voltak elnyerni szomszédaik támogatását. A IX–X. dinasztiát Hmunu és Sziut nomarkhészei támogatták, az utóbbiban Meszehti, és III. Heti fia, Tefib igen jelentős szerepet játszott. Talán a neheni (Hierakónpolisz) Anhtifi is a szövetségesük volt. Uaszet a közeli Kubti (Koptosz) uraival szövetkezett.
A kettős szuverenitás kialakulása kezdetben valószínűleg csak kis eltérést hozott a korábbiakhoz képest az ország kormányzásában, mivel a dinasztiák túlságosan gyengék voltak ahhoz, hogy a helyi politikára jelentőst nyomást gyakorolhassanak. Hatalmuk azonban fokozatosan növekedett, és a jórészt Abdzsutól (Abüdosz) északra húzódó határvonalon gyakorivá váltak az összecsapások. Uaszet a déli folyamszakasz elfoglalása után fordulhatott észak felé, és míg Tefib elfoglalta Abdzsut, I. Antef vagy II. Antef visszafoglalta azt, sőt tovább nyomultak, egészen Sziut határáig. Az erőszakos cselekményekkel terhelt idők jele a nagyszámú núbiai zsoldos jelenléte Felső-Egyiptomban. Az általános szegénység ellenére a korszakból viszonylag sok, de szerény kivitelű, sokszor csak durván kidolgozott építmény maradt fenn — közülük a korábban szokásosnál jóval több épült az alacsonyabb társadalmi rétegek számára.
A hérakleopoliszi dinasztia uralkodói sűrűn váltakoztak, bár ebben a korban is akadtak, akik megkíséreltek rendet teremteni. Erre abból következtethetünk, hogy a memphiszi királyok uralmát véglegesen megdöntő IX. dinasztia alapítóját, a hérakleopoliszi II. Hetit Manethón  az egyiptomi történelem egyik legkegyetlenebb tirannusának nevezi. Ennek oka valószínűleg az, hogy ő és utódai megpróbálták helyreállítani a rombadőlt országot. II. Heti kiűzte a Delta-vidékről az ázsiai hódítókat. Fia, III. Heti fiát, Merikarét már a békére intette, hogy éljen békében Déllel, fordítsa figyelmét a Deltára és Egyiptom keleti határára. Hasonlóképpen szervezhették újjá a déli terület a thébai királyok, és a két uralkodóháznak kellett eldöntenie az ország sorsát. A belső harcok homályába vesző hahninszui IX. és X. dinasztia alatti, majd száz évig tartó megosztottságnak és polgárháborúnak az erősebbnek bizonyult uaszeti dinasztia vetett véget.

## A birodalom újraegyesítése
A szilárdabb thébai dinasztia legfontosabb királya, sorrendben a negyedik, I. Montuhotep (Nebhepetré, i. e. 2061-2010) volt, aki legyőzte az északi dinasztiát és újraegyesítette az országot. A háború közvetlen kiváltó okaként azt említik, hogy Tefib kirabolta és feldúlta Abdzsu ősi temetőjét, a mai Umm el-Kaábot. Az egyesítést és a központosított állami irányítás újjászervezését az öntözéses munkák egységes irányítása és szabályozása tette leginkább szükségessé, hisz az élelmiszertermelés, s ezáltal a népességnövekedés csak így volt biztosítható. I. Montuhotep uralma alatt Egyiptom kiheverte az átmeneti kor csapásait, de ez már a Egyiptomi középbirodalom története.